# Ivujiviks flygplats
Ivujivik Airport är en flygplats i Kanada. Den ligger i den östra delen av landet, 1 900 km norr om huvudstaden Ottawa. Ivujivik Airport ligger 38 meter över havet. Den ligger vid sjön Lac Imirtavik.
Terrängen runt Ivujivik Airport är huvudsakligen platt, men åt nordost är den kuperad. Havet är nära Ivujivik Airport åt nordväst. Trakten runt Ivujivik Airport är nära nog obefolkad, med mindre än två invånare per kvadratkilometer.. Närmaste större samhälle är Ivujivik, 0,48 km öster om Ivujivik Airport. 
Trakten runt Ivujivik Airport består i huvudsak av gräsmarker.